# Vescomtat de Carlat
El Vescomtat de Carlat fou una jurisdicció feudal d'Occitània que abraçava la regió de Carladès i tenia per capital la vila de Carlat. El vescomtat limitava al nord i a l'est amb les muntanyes de Cantal, al sud tenia el riu Lot i l'abadia de Maurs i a l'oest l'abadia d'Aurillac, el Carcí i el Llemosí. Depenien també del vescomte els enclavaments de Valuéjols i Paulhac i el de les senyories de Sant Cristòfor i Scoraille. El 1230 la senyoria de Conròs i Viescamp va passar a l'abat d'Orlhac, i el 1268 hi va passar la baronia de Calvinet; el 1285 Vigoroux, Turlande i Barres van passar al vescomtat de Murat; el 1351 Paulhac va passar també a Murat a canvi del reconeixement de la sobirania feudal del Carlat sobre el vescomtat de Murat, sobirania poc respectada.
En època carolíngia fou un comtat del qual no es coneixen comtes. Com a vescomtat fou creat cap a l'any 918, essent el primer vescomte Bernat I, que encara era viu l'any 932. Va deixar un fill, Gerard, que el va succeir, i va morir passat el 950. El fill de Gerard, Bernat II, era vescomte encara el 980 i fou el pare de Gilbert I, que vivia cap a l'any 1000 i estava casat amb Agnès de Mets senyora d'Alpuech. El seu fill Gilbert II el va succeir cap al 1010 i es va casar amb Nobilia, filla d'Odó vescomte de Lodeva. Va morir entre el 1048 i el 1060 i no va deixar fills mascles recaient l'herència en la seva filla Adela, que també va heretar el vescomtat de Lodeva. Adela es va casar amb Berenguer II, vescomte de Gavaldà i de Millau. A la mort d'Adela la meitat del vescomtat va passar al fill Gilbert i va seguir el mateix camí que el Millau i el Gavaldà, passant amb aquestos territoris a Provença i Barcelona i a la rama barcelonesa de Provença.
L'altra meitat (i el vescomtat de Lodeva) va anar a parar a Ricard, germà de Gilbert, i després al seu fill Hug I comte de Rodés (conegut com a Hug II) que va cedir la seva meitat al rei Alfons II d'Aragó i el rei li va tornar les dues meitats en feu (el vescomtat de Lodeva, que el 1196 serà venut als bisbes de la ciutat, fou reconegut probablement també com a feu del rei d'Aragó).
El vescomtat de Carlat va romandre unit a la casa comtal de Rodés i després a la família Pons (1304) fins al 1369 en què va ser ocupada per Arnau de Caupena, al servei d'Anglaterra. Abans de morir el 1384 Joan d'Armanyac va comprar la sortida dels ocupants que es va produir el 1388 i el fill Bernat VII d'Armanyac es va convertir en vescomte i després el seu segon fill Bernat de Pardiac, casat amb Leonor de Borbó comtessa de La Marca i Castres i duquessa de Nemours. El seu fill Jaume va heretar el ducat de Nemours i es va casar amb Lluïsa d'Anjou, cosina del rei Lluís XI. Jaume fou executat el 1477 i el vescomtat fou donat a Jean Blosset, senescal de Normandia, que el 1489 el va vendre a Pere de Borbó i a la seva muller Anna de Beaujeu, filla de Lluís XI, i llavors al seu gendre el conestable de Borbó. Amb els Borbons, extinta la branca, va entrar a la corona francesa el 1527 encara que formalment només el 1531. Margarida de Valois, germana del rei Enric III de França (i dona d'Enric IV de França) va rebre el feu però només hi va estar de 1585 al 1586 (després, el 1599, el matrimoni amb el rei Enric IV es va anul·lar, i va morir el 1615, conservant però formalment el títol que a la seva mort sense descendents va retornar a la corona). El 1642, com a resultat del Tractat de Péronne de 1641, el vescomtat fou erigit en comtat i la corona el va infeudar al príncep de Mònaco Honorat II de la Dinastia Grimaldi, amb el títol de comte de Carlat, i llur família el va posseir del 1642 al 1789. El 1792 es va produir la incorporació en virtut d'un tractat bilateral.

## Llista de vescomtes de Carlat
- Bernat I c. 900-932
- Gerard 932-950
- Bernat II 950-980
- Gilbert I 980-1010
- Gilbert II 1010-1048/1060
- Adela 1048/1060
- Berenguer I (II de Gavaldà) 1060-1097, comte de Gavaldà i vescomte de Millau i Lodeva
- Gilbert 1097- 1111, comte de Gavaldà i vescomte de Millau i Lodeva
- Ricard III 1097-1135 (meitat de Carlat), vescomte i després -1112- comte de Rodés
- Hug I (conegut com a Hug II de Rodés) 1135-1168 (meitat de Carlat), tot el Carlat 1168-1196, unit al comtat de Rodés
- Dolça I 1111-1113, comtessa de Gavaldà i vescomtessa de Millau i Lodeva i meitat del Carlat
- Ramon Berenguer I (III de Barcelona) 1112-1131, comte de Provença
- Berenguer Ramon I 1131-1144, comte de Provença
- Ramon Berenguer II 1144-1166, comte de Provença
- Dolça II 1166-1167, comte de Provença
- Alfons I (Alfons II d'Aragó) 1167-1168, rei d'Aragó i comte de Provença
- Hug II 1196-1199, III comte de Rodés
- Guillem 1199-1208, comte de Rodés i vescomte de Creyssel
- Enric I 1208-?, comte de Rodés i vescomte de Creyssel
- Hug III ?-c 1270, IV comte de Rodés, vescomte de Creyssel
- Enric II c. 1270-1303, comte de Rodés i vescomte de Creyssel
- Isabel 1303-1304
- Jofre I de Pons 1304 -1317, senyor de Riberac
- Renaud I de Pons 1317-1356 (governador de Navarra)
- Renaud II de Pons 1356
- Renaud II de Pons 1356-1369, governador del Perigord (mort 1425)
- Arnau de Caupena 1369-1384 (de facto 1388)
- Joan I (III d'Armanyac) 1384, comte d'Armanyac
- Bernat I (VII d'Armanyac) 1388-1418, comte d'Armanyac
- Bernat III de Pardiac 1418-1462, comte de Pardiac
- Jaume de Nemours 1462-1477, comte de Pardiac i duc de Nemours
- Jean Blosset 1477-1489
- Pere de Borbó 1489-1503, senyor de Beaujeu, príncep de Dombes, duc de Borbó, comte de Forez, comte d'Illa-Jordà, comte de Beaujolais, vescomte de Murat i senyor de Château-Chinon, i duc d'Alvèrnia
- Susanna de Borbó 1503-1505
- Carles I el Conestable 1505-1527 (comte de Montpensier, comte de La Marca, duc de Borbó, d'Alvèrnia i de Châtellerault, comte de Forez, d'Illa-Jordà, vescomte de Carlat i Murat, senyor de Château-Chinon i Beaujeu, i príncep de Dombes
- a la corona francesa 1527 -1585
- Margarida de Valois 1585-1586 (nominal 1586-1615)
- corona francesa 1585-1642
- Honorat I Grimaldi, II de Mònaco, duc del Valentinès i marquès de Baus 1642-1662
- Lluís I Grimaldi 1662-1702, príncep de Mònaco, duc del Valentinès, marquès de Baus
- Antoni I Grimaldi 1702-1731, príncep de Mònaco, duc del Valentinès, marquès de Baus
- Honorat II 1731-1789, III de Mònaco, duc del Valentinès, marquès de Baus
- Expropiat per la revolució 1789-1792 i incorporat a França 1792